# Bracigliano
Bracigliano é uma comuna italiana da região da Campania, província de Salerno, com cerca de 5.227 habitantes. Estende-se por uma área de 14 km², tendo uma densidade populacional de 373 hab/km². Faz fronteira com Forino (AV), Mercato San Severino, Montoro Inferiore (AV), Quindici (AV), Siano.

## Demografia
| Variação demográfica do município entre 1861 e 2011                               |
|                                                                                   |
| Fonte: Istituto Nazionale di Statistica (ISTAT) - Elaboração gráfica da Wikipedia |